# Namwala (Sambia)
Namwala ist eine Kleinstadt mit 15.614 Einwohnern (2022) am Fluss Kafue in der Südprovinz in Sambia. Sie liegt auf etwa 1000 Meter über dem Meeresspiegel und ist Sitz der Verwaltung des gleichnamigen Distrikts. Der Ort liegt zwischen dem Itezhitezhi-See, etwa 100 Kilometer entfernt, und der Stadt Kafue, etwa 200 Kilometer entfernt.

## Infrastruktur
Namwala ist nur auf teils schlechten Straßen zu erreichen. Bei dem Ort verkehrt eine Motorfähre über den Kafue. Mittlerweile ist die M11 ausgebaut worden.

## Kultur
Die dominierenden Ethnien sind Tonga und Ila.